# LIBRIS
LIBRIS (Library Information System : « Système d'information pour bibliothèques ») est une base de données bibliographique regroupant les entrées de plusieurs catalogues de bibliothèque suédoises et maintenue par la Bibliothèque royale de Suède. Son origine remonte au milieu des années 1960. En 2013, elle annonce comprendre 6,5 millions d'entrées. Son contenu est librement consultable.